# Cyrnellus misionensis
Cyrnellus misionensis is een schietmot uit de familie Polycentropodidae. De soort komt voor in het Neotropisch gebied.